# L'Envie (roman)
Pour l’article homonyme, voir L'Envie.
L'Envie (en russe : Зависть) est un roman écrit par Iouri Olecha en 1927. C'est la description du drame d'un intellectuel qui se révèle être devenu une personne superflue, parasitaire dans la Russie postrévolutionnaire. La première publication du roman date de 1927, dans la revue Krasnaïa nov.
Le roman a suscité de nombreux débats dans le monde littéraire et a été suivi de la création de la pièce de théâtre La Conjuration des sentiments (Zagavor tchouvstv).

## Sujet
La première partie du roman est écrite au nom d'un personnage âgé de 27 ans, Nicolas Kavalérov. Une nuit, après une dispute de poivrots dans une brasserie, il s'endort dans la rue. Andreï Babitchev, directeur d'un trust de l'industrie alimentaire, le ramasse et l'assied dans sa voiture. Babitchev ramène le jeune homme chez lui, l'installe dans une chambre et lui offre ensuite des travaux simples liés à la relecture de documents et à l'échantillonnage de produits. En même temps, le propriétaire des lieux l'avertit que le canapé qui lui est fourni appartient à son fils adoptif Volodia Makarov, footballeur bien connu et personnalité tout à fait nouvelle. Babitchev prévient Kavalérov que lorsque Volodia reviendra de Mourom, le canapé devra être libéré.
Plus Kavalérov observe Babitchev, plus il est agacé. L'industriel crée une nouvelle variété de saucisse, invente des noms de bonbons au chocolat, construit une nouvelle cantine municipale appelée Vingt-cinq kopecks (Tchetvertak). Il se distingue par sa mentalité dynamique, sa bonne santé, son excellent appétit et apparaît comme un modèle d'homme exemplaire.
Après avoir décidé de quitter l'appartement prêté, Kavalérov écrit une longue lettre dans laquelle il traite Babitchev de dignitaire obtus, inculte, borné et ignorant, totalement imbu de sa personne. En arrivant à la maison du fabricant de saucisse pour déposer sa lettre, Kavalérov tombe sur Volodia Makarov. Ils se disputent. Nicolas abandonne l'appartement, mais par erreur il emporte une lettre de Volodia adressée à son père adoptif Babitchev. Dans cette lettre, le fils adoptif conseille à André Petrovitch Babitchev de ne pas laisser entrer chez lui n'importe quel clochard.
Dans la seconde partie du roman, le récit est dirigé par Olecha, l'auteur lui-même et plus par Kavalérov. C'est ici qu'apparaît Ivan Babitchev, le frère du fabricant de saucisse André. Enfant, il composait des poèmes et des pièces musicales, était doué pour le dessin, rêvait beaucoup ; dans son immeuble, on l'avait surnommé Le Mécanicien. Puis il a terminé l'institut polytechnique, mais est-il vraiment devenu ingénieur ? Pour gagner sa vie, il jouait des tours aux cartes et dessinait les portraits des habitants. Il fait la connaissance de Kavalérov, et Ivan Babitchev le met au courant de son projet de créer une machine étonnante du nom d'Ophélie, capable de voler, de soulever des objets de poids, d'aplanir des montagnes et de remplacer un poêle de cuisine.
À la fin du roman, Ivan Babitchev et Nicolas Kavalérov, fatigués des échecs de leur vie, trouvent refuge dans la maison de la veuve Anetchka Prokopovitcha, qu'ils se partagent...

## Publications
Selon l'écrivain Lev Nikouline, c'est lui-même qui a informé les membres du comité de rédaction de la revue Krasnaïa nov de la publication du roman d'Olecha en 1927. Pour faire connaître l'Envie, des lectures publiques collectives ont été organisées. Parmi les auditeurs se trouvait Valentin Kataïev, qui se souvenait plus tard de la première phrase du récit (« Le matin, il chante dans les toilettes ») et qui avait poussé l'éditeur Fiodor Raskolnikov à le publier,. La décision de publier a été prise directement après qu'Olecha eut terminé d'écrire le roman,,.

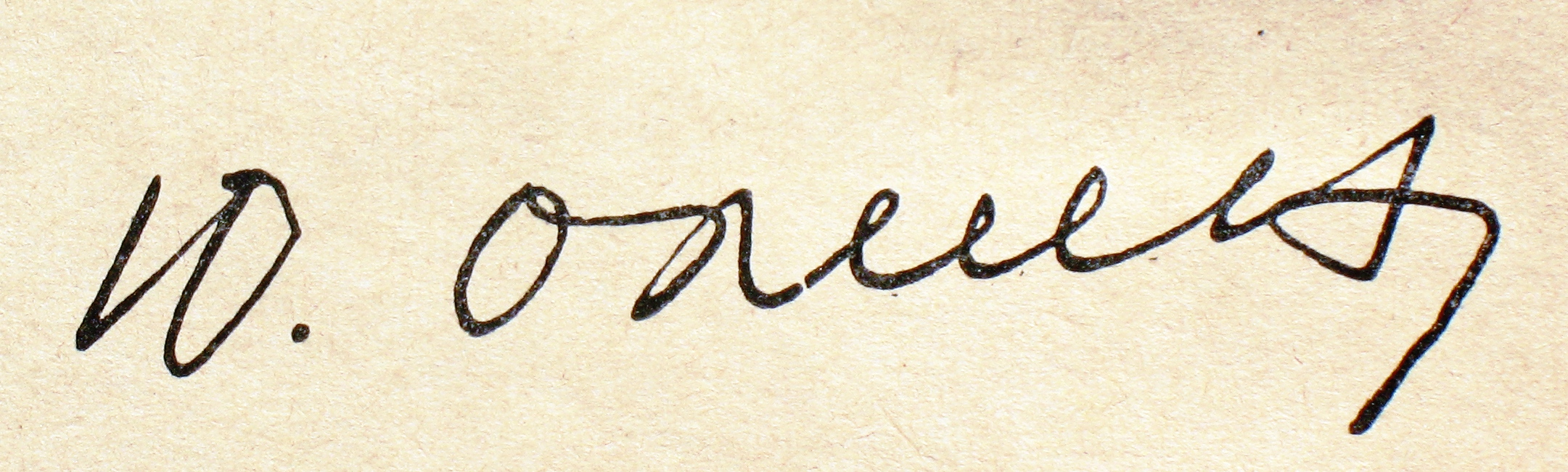
Autographe de Iouri Olecha

En 1956, quand la maison d'édition Khoudojestvennaïa Literatura se posa la question de l'édition des œuvres choisies d'Olecha, l'auteur demanda immédiatement qu'après un épigraphe en vers soit inséré son roman L'Envie.

« J'ai la conviction que j'ai écrit un livre (L'Envie) qui vivra des siècles. J'ai gardé le brouillon écrit à la main. De ces feuilles émane la grâce. »

## Analyse

### Personnages et prototypes
« Le mouvement progressif du temps est personnifié dans la figure rabelaisienne du glouton André Babitchev, le désir du passé est incarné par son frère Ivan, caricature de Don Quichotte. »

— Igor Smirnov
André Babitchev est un personnage public, dont l'image est principalement transmise à travers les yeux de Nicolas Kavalérov. Selon le journaliste Viatcheslav Polonski (ru), ce personnage a des perspectives étroites ; il est plat et vulgaire. L'auteur, en parlant beaucoup de son infatigable activité et de son optimisme social, montre en même temps l'envers du héros dont le critique Arkadi Belinkov dit qu'il est le quatrième gros (qui vient remplacer Les trois gros du roman d'Olecha Les trois gros).
Le critique Igor Smirnov voit dans l'image d'André Babitchev le reflet du jeune poète Vladimir Maïakovski, dont le personnage lui ressemble physiquement (corpulence forte, tête rasée, élégance), qui a les mêmes centres d'intérêts (les dignitaires soviétiques), et qui fait de la publicité en vers pour des produits de la jeune industrie soviétique. En outre, Smirnov note la proximité biographique d'André Babitchev avec Lénine : leurs pères respectifs dirigeaient des gymnasiums et leur frère aîné a été exécuté.
Nikolas Kavalérov, à la différence d'André Babitchev, n'a pas un riche passé révolutionnaire. On sait seulement que sa jeunesse a été difficile. Il a travaillé à l'écriture de monologues, il rappelle le héros littéraire des siècles précédents, « tombé par erreur dans une autre pays et à une autre époque ». Le drame de Kavalérov réside dans le fait qu'il est conscient de son désaccord avec la nouvelle époque qui commence et c'est pourquoi dans sa lettre à André Babitchev il s'appelle lui-même « un mauvais enfant de ce siècle »,.
Les opinions des critiques sur la question de savoir si l'image de Kavalérov a été créée par Olecha par un regard sur lui-même sont diverses. Certains considèrent comme une erreur le fait de comparer l'écrivain et le héros. L'écrivain Isaï Rakhtanov (ru) fait observer que Olecha attribue à Kavalérov ses habitudes telles que celle de l'observation pointue quand il dit : « le sel disparaît de la pointe du couteau sans laisser de trace ».
Olecha lui-même, s'exprimant lors du Premier congrès des écrivains soviétiques (ru) (1934), avouait que son héros regarde le monde avec les yeux de l'auteur : « les peintures, les couleurs, les images, les comparaisons, les métaphores et les déductions de Kavalérov m'appartiennent »,.
Ivan Babitchev est une figure tragi-comique à bien des égards ; c'est la ligne de renfort de Kavalérov ; sa tâche est de développer et de conduire jusqu'à l'absurde toutes les idées de Nicolas Kavalérov. Les personnages sont liés par le bouillonnement de leur imagination, dans lequel Babitchev est « capable de porter le jeu de l'imagination jusqu'à l'hyperbole ». Dans la recherche de prototypes d'Ivan, le critique Igor Soukhikh se tourne vers les artistes de l'Oberiou avec leur « vie comme au théâtre, la folie comme norme et le culte de l'inutile ».
Volodia Makarov, pour se caractériser lui-même, s'appelle homme-machine. C'est un personnage de la nouvelle génération, qui veut être « fier de son travail ». Pour montrer ses capacités, Olecha inclut dans son roman un chapitre sur un match (c'était, selon le témoignage d'Andreï Satrostine (ru), le premier cas de description d'un match de football comme un jeu dans un roman,), dans lequel une équipe soviétique d'amateurs bat des rivaux professionnels individualistes du vieux monde bourgeois. Volodia a le même projet d'une cantine municipale Le Vingt-cinq kopecks. Volodia est capable d'aimer (André et Ivan), mais aussi de haïr et mépriser. Ses aspirations sont transparentes ; il veut devenir « le Thomas Edison du nouveau siècle ».

### Particularités lexicales et stylistiques
« Tout le texte de L'Envie est un exemple de vision du monde extrêmement condensée, artistiquement brillante et même accrocheuse et impressionniste. Et l'auteur attribue à Nicolas Kavalérov un don de prise de conscience et de prise de parole propre à cette couche sociale, qui a l'époque soviétique était qualifiée avec dédain « l'intelligentsia pourrie. »

— Naoum Leiderman (ru)
Les critiques attirent particulièrement l'attention sur les premières phrases du roman. Le poète Lev Ozerov (ru) connaissait le début de L'Envie par cœur, « les mots sont inattendus » et Ozerov se souvient, qu'Olecha a essayé trois cent variantes, avant de trouver le meilleures sonorités pour les premières phrases. Après la sortie du roman, les critiques ont interprété le premier paragraphe comme une création distincte. Sergueï Gerassimov y entend une « pièce parfaite pour piano », dont le sens est donné sous forme raffinée. Le long monologue de Kavalérov, présente dans la première partie de l'ouvrage est un « régal pour l'imagination », tandis que le discours d'Andreï Babitchev abonde en descriptions techniques (« de cette façon, le sang recueilli à l'abattoir peut être utilisé soit dans l'industrie alimentaire, à la confection par exemple, de saucissons, »).

### Parallèles culturels
La machine mécanique-fantastique appelée Ophélie, qu'Ivan Babitchev ambitionne de créer est une variation sur le thème de la machine toute puissante et qui peut tout faire que l'on retrouve dans la littérature chez Ernst Hoffmann (dans la nouvelle L'Homme au sable avec l'automate Olympia), ou au cinéma avec Fritz Lang (dans le film Metropolis avec son androïde). La situation de Kavalérov, quand il est chassé de la brasserie, rappelle l'intrigue du roman La Faim de Knut Hamsun :

« Les personnages indigents d'Hamsun ou d'Olecha ont en tête de grands projets créatifs, mais ils sont forcés de se contenter des droits sur la propriété littéraire : l'un écrit de temps à autre un feuilleton dans le journal, l'autre rédige des couplets pour des spectacles. »

Le thème clé qui a donné son nom au roman d'Olecha remonte au roman d'Eugène Sue L'Envie, dont le héros Frédérik Bastien se débarrasse d'un complexe d'infériorité grâce à l'aide d'un camarade plus âgé, Henry David. Dans la roman d'Olecha, André Babitchev ne parvient pas à libérer de l'envie de Nicolas Kavalérov, et Ivan Babitchev devient son guide. Olecha se réfère aussi à la pièce de Leonid Andreïev Le Tsar de la faim, quand un sonneur de cloche chante des chansons sur la fugacité de la vie. L'association avec ce personnage se produit dans l'épisode durant lequel de la sonnerie des cloches naît, dans l'imagination de Kavalérov, la chanson de Tom Virlirli,.

## Critiques du roman
Dès la publication de L'Envie, de nombreuses réactions positives venant de différents lecteurs se sont manifestées. Maxime Gorki appréciait la hardiesse du jeune écrivain et incluait Olecha dans la liste des auteurs dont il lisait volontiers et même avec avidité la production. Viatcheslav Polonski (Вячеслав Полонский), consacre au roman d'Olecha un article intitulé Surmonter l'Envie, et observe que l'auteur ne voit pas seulement le monde d'une façon imagée, il possède à un degré exceptionnel la capacité de construire un monde au sens figuré. Vladislav Khodassevitch et Vladimir Nabokov accueillent ce roman avec beaucoup de bienveillance. Parmi ceux qui ont réagi assez vivement au livre d'Olecha, il faut noter le commissaire du peuple à l'Éducation de la RSFSR, Anatoli Lounatcharski, qui dans l'un de ses articles remarque le talent exceptionnel du romancier, mais met en doute la nécessité de développer des images de Kavalérov et d'Ivan Babitchev « non seulement avec de grands développements sur leurs émotions, mais également avec une certaine sympathie à leur égard ». Sous l'influence d'Olecha, le jeune écrivain Victor Dmitriev (ru) a pris comme pseudonyme Nikolaï Kavalérov.

« Les phrases du roman entraient dans la vie quotidienne, devenaient des dictons, et il semblait que les noms des héros du roman deviendraient des noms familiers, comme ceux du fonctionnaire du Revizor de Gogol Khlestakov ou de Tartarin de Tarascon. »

L'écrivaine Nina Berberova, dans son livre Ma cursive (Курсив мой), reconnaît que sa lecture de L'Envie a été pour elle sa plus forte impression littéraire, et que dans l'auteur du roman elle a vu un homme qui maîtrisait « l'intonation du grotesque, l'hyperbole, la musicalité et les revirements inattendus de l'imagination ».
La création dans le roman des images d'André et Ivan Babitchev sont à la source d'une polémique dans le monde littéraire de la fin des années 1920. Certains critiques ont cru que l'auteur réprouvait les deux frères et les opposaient à leurs images reflétées en plus jeunes avec Makarov et Kavalérov ; d'autres ont trouvé « des hésitations et des sentiments ambivalents » chez l'auteur par rapport à ces personnages.
La finale du roman a également suscité des avis contradictoires. Si Victor Chklovski trouve le dénouement de L'Envie « cathartique, purificateur des sentiments, disparition de la douleur, nécessité de la beauté », Maxime Gorki, quant à lui, dans une lettre à Vsevolod Ivanov, constate que la fin de L'Envie « se termine de manière peu convaincante ».
Dans les années 1970, les discussions à propos de L'Envie ont repris avec comme motif le contenu du livre de Arkadi Belinkov La reddition et la mort de l'intellectuel soviétique. Iouri Olecha. Belinkov arrive à la conclusion que Vassissouali Lokhankine le personnage du roman d'Ilf et Petrov, Le Veau d'or, a été créé comme une réfutation de celui de Nicolas Kavalérov et qu'entre ces personnages il existe des liens. En effet, tous deux s'intéressent beaucoup au sort de l'intelligentsia russe.

## Version théâtrale
En 1929, sur base du roman L'Envie, Olecha a écrit la pièce La conjuration des sentiments (Zagovor Tchouvstv),, qui a été jouée par la troupe du Théâtre Vakhtangov.
Dans la pièce, l'un des personnages du roman n'est pas repris, Volodia Makarov. Ivan Babitchev ironise sur les bourgeois et emporte avec lui un oreiller en duvet. La révolte insensée de Nicolas Kavalérov se termine dans le lit de plume de la veuve Annetchka Prokopovitch.
Au théâtre Vakhtangov (1929), le metteur en scène était Alekseï Popov et le décorateur Nikolaï Akimov. Le rôle d'Ivan Babitchev était tenu par Boris Zakhava.